# Raoul de Caen
Raoul de Caen (Radulf eller Radulfus Cadomensis - latin) av Caen, född 1080 död 1120, var en normandisk skriftställare, riddare och krönikör.
Han skrev "Gesta Tancredi", där han nämner Tankred och dennes bedrifter. Radulf förfäktar de normandiska korsfararnas intressen. Han beskriver de umbäranden dessa led och hur de tvangs till att "I Maarra lät de våra koka vuxna hedningar i kittlar. De fäste barnen på spett och åt dem grillade." - vilket är ett exempel på kannibalism. Texten är latinsk omväxlande prosa, omväxlande vers. Han beskriver första korståget. Han var med om korståg i nuvarande Turkiet, Grekland, Syrien, med utgång från Bari. Han kom att trots sin hemort räknas till Italo-normanderna.
Det fullständiga namnet på skriften är: Gesta Tancredi I Expeditiones Hierosolymitana.